# Mjösjön (Nordmalings socken, Ångermanland, 708058-165227)
Mjösjön är en sjö i Bjurholms kommun och Nordmalings kommun i Ångermanland och ingår i Lögdeälvens huvudavrinningsområde. Sjön har en area på 3,89 kvadratkilometer och ligger 149 meter över havet. Mjösjön ligger i Lögdeälven Natura 2000-område. Sjön avvattnas av vattendraget Mjösjöån (Strömbäcken).

## Delavrinningsområde
Mjösjön ingår i det delavrinningsområde (708150-164861) som SMHI kallar för Utloppet av Mjösjön. Medelhöjden är 202 meter över havet och ytan är 31,81 kvadratkilometer. Räknas de 15 avrinningsområdena uppströms in blir den ackumulerade arean 143,68 kvadratkilometer. Mjösjöån (Strömbäcken) som avvattnar avrinningsområdet har biflödesordning 2, vilket innebär att vattnet flödar genom totalt 2 vattendrag innan det når havet efter 58 kilometer. Avrinningsområdet består mestadels av skog (71 procent). Avrinningsområdet har 3,96 kvadratkilometer vattenytor vilket ger det en sjöprocent på 12,4 procent.